# Verditz

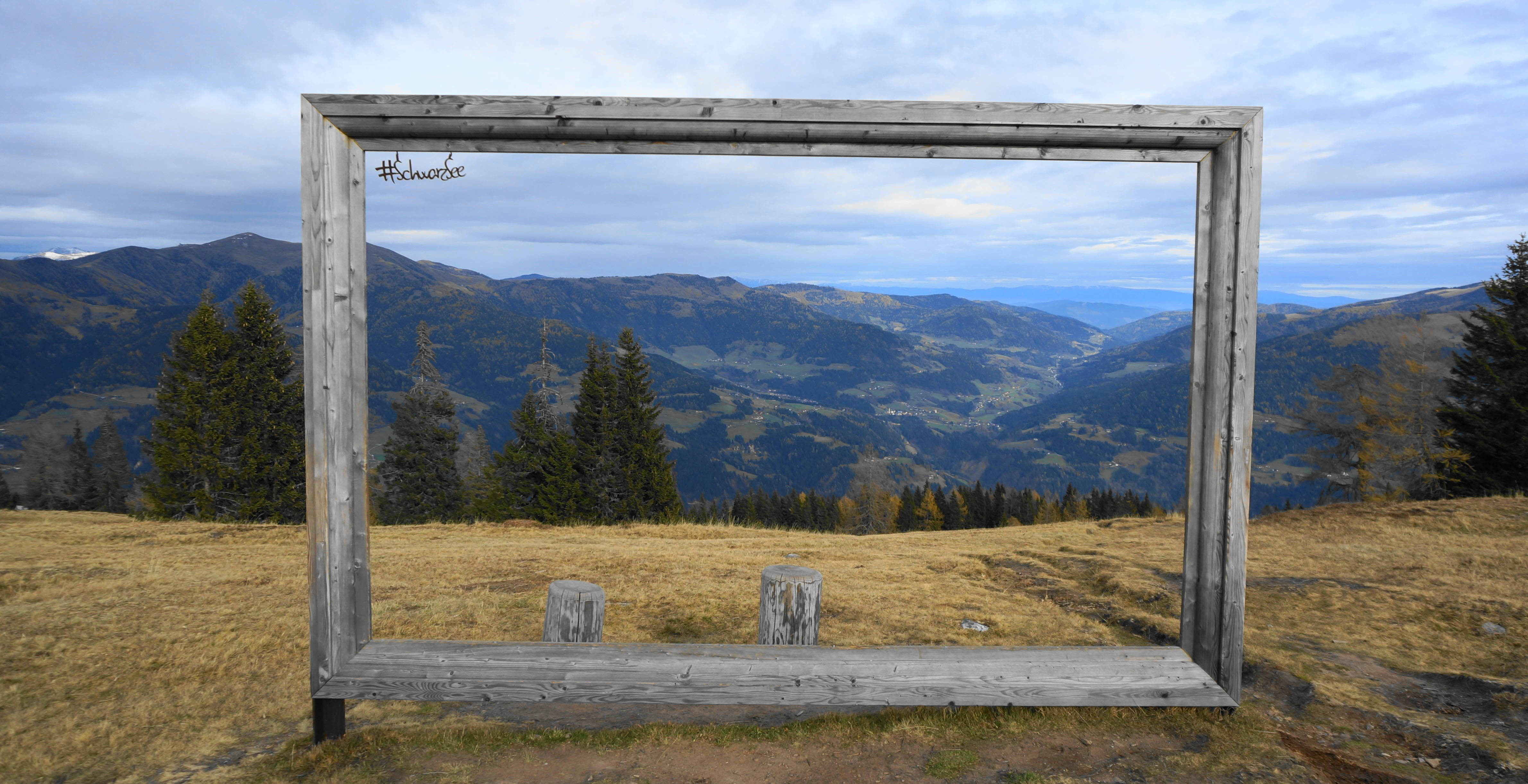

Verditz est une petite village et station de ski, située près de Villach dans le centre du Land de Carinthie en Autriche.
Suivant une station de ski il y a aussi un toboggan dans Verditz.